# Atwood (California)
Atwood es un área no incorporada ubicada en el condado de Orange en el estado estadounidense de California.

## Geografía
Atwood se encuentra ubicada en las coordenadas 33°51′56″N 117°49′51″O / 33.86556, -117.83083.